# Брук Адамс
Брук Ніколь Адамс (англ. Brooke Nichole Adams; нар. 4 грудня 1984, Сент-Луїс, Міссурі США) — американська модель і реслерка, в даний час працює в TNA Wrestling під псевдонімом Брук Адамс. Раніше виступала в WWE, де в основному з'являлася як учасниця танцювального гурту Extreme Exposé, до якої також взодили Лейла і Келлі Келлі. Крім іншого, тріо також виступали на бренді ECW. Адамс — колишня двократна чемпіонка нокаутів і командна чемпіонка нокаутів (разом з Тарой).

## World Wrestling Entertainment(2006—2007)
Вона вперше стала брати участь у професійній боротьбі у WWE Diva Search 2006, в якому не змогла потрапити в топ 8. Попри програш її відправили у Ohio Valley Wrestling разом з Маріс Уелле, після чого їй запропонували контракт розвитку. Вона підписала контракт і перейшла в Deep South Wrestling для навчання, починаючи як камердинерка для Денієла Родімера. Згодом Родімер перейшов в головний ростер, і Брук залишилася без партнера. Вона дебютувала у 2006 році, програвши Анжелі Вільямс. 15 березня 2007 року вона була звільнена (кайфебл).
23 січня 2007 Адамс дебютувала на бренді ECW, приєднавшись до Келлі Келлі і Лейли як частина команди Extreme Exposé. 1 листопада 2007, Адамс звільнилась з WWE.

## Total Nonstop Action Wrestling
29 березня 2010 року дебютувала в закулісному сегменті як помічниця Еріка Бішоффа.

## Незалежні території2012
25 лютого 2012 року Tessmacher дебютувала в Family Wrestling Entertainment (FWE), програвши Катріні Ватерс в першому турі за титул чемпіонки серед жінок. Пізніше тієї ночі Tessmacher і TnT, партнерка Тари, допомогла Адамс перемогти Ватерс у фіналі турніру.

## Повернення вTNA Wrestling(2014)
10 травня 2014 після шестимісячної перерви Адамс повертається і перемагає Деонну.

## Інші медіа
У квітні 2007 року Адамс разом з Ешлі, Келлі Келлі, Лейлою, Торрі Вілсон, і Маріс з'явилася в кліпі Тімберленда «Throw It On Me» з The Hives, прем'єра якого відбулася на RAW 20 травня. У червні 2011 року Адамс була показана у кліпі на Dorrough під назвою «Bounce Dat». 10 листопада 2012, Адамс, разом з іншими працівниками TNA, була показаний в епізоді Зроблено на MTV.

## У реслінгу
Фінішери
- Diving elbow drop.
- Tess-Shocker

Улюблені прийоми
- Corner springboard bulldog
- Hurricanrana
- Dropkick
- Reverse bulldog
- Spinning neckbreaker

Музичні теми
- «I Tease, U Touch» від Goldy Locks
- «Deadman's Hand (Instrumental)» від Dale Oliver
- «Burning Eyes» від Christy Hemme

## Чемпіонські титули
Pro Wrestling Illustrated
- PWI ставить її #7 з топ 50 реслерок у 2012

Total Nonstop Action Wrestling
- Командна чемпіонка нокаутів TNA (1 раз) — з Тарой
- Чемпіонка нокаутів TNA (2 рази)
- Нокаут року (2012)

Wrestling Observer Newsletter awards
- Найгірший гіммік (2013)